# Torbjørn Hansen
Torbjørn Hansen hette den 25-årige norrman, som under vintern 1951 sköt mot två ripjägare samt mördade två norska piloter i de svenska Lapplandsfjällen. I media gick den då okände mördaren under namnet Fjälldesperadon.

## Biografi
Hansen var född på en bondgård i Taraldsvik utanför Narvik. Morbrodern var intagen på sinnessjukhus och när Hansen var fem år gammal, lades även modern in på mentalsjukhus. Hansen var fjorton år gammal då tyska trupper började strida i Narvikområdet. I samband med detta flyttade familjen till Tennvassåsen. 1946 fick Hansen granatsplitter i huvudet, då han och en kamrat vårdslöst handskats med en upphittad handgranat. 1947 inkallades Hansen till militärtjänstgöring, men skickades strax därefter hem igen. I början av 1950-talet blev Hansen, vad han själv kallade, "människoföraktare och rövare". Fram till det att Hansen begav sig till fjälls hade han aldrig haft något arbete. Enligt uppgift från Narvik kunde Hansen tala tyska, ryska och ungerska flytande. Innan han begav sig till fjällvärden genomgick Hansen två sinnesundersökningar och friskförklarades i båda fallen.

## Morden i Lapplandsfjällen

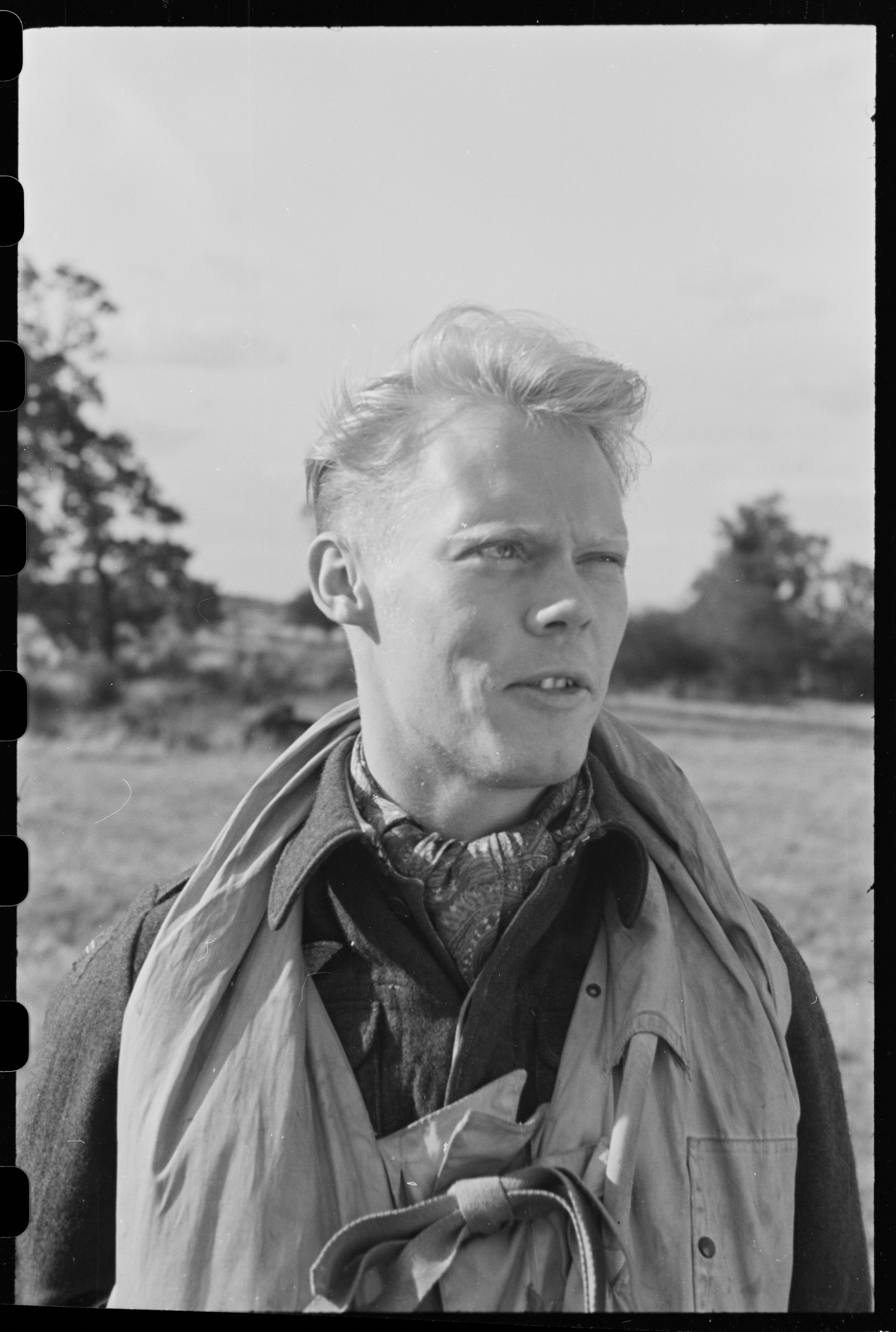
Ett av Fjälldesperadons offer, Harald Wedel Nilssen, 1943.

### Skotten i Vaisaluokta
Den 19 februari 1951 flög piloten Arne Gundersen upp ripjägarna Börje Johansson och samen Mickel Erik Kuoljok till Akkastugan i Lapplandsfjällen. Johansson och Kuoljok skulle jaga ripa och fiska under en tid. Under onsdagskvällen den 21 februari såg de att turiststugan i Vaisaluokta brann, varför de skidade dit. I området fanns en annan stuga i anslutning till turiststugan och i denna satt den mentalt sjuke Torbjørn Hansen, som började skjuta mot ripjägarna. Johansson träffades i stussen och jägarna lyckades ta sig tillbaka till Akkastugan. Johansson lämnades kvar i Akkastugan, medan Kuoljok skidade till Suorva för att larma polisen.
Gundersen, som vid tiden var 31 år gammal och etablerad flygare, erbjöd sig att med sin Auster flyga upp Jokkmokkspolisen till fjället. Till en början fick han nej, då polisen ville ta hjälp av militären, men situationen ändrades och Gundersen fick uppdraget. Den 22 februari flög landsfiskalsassistenten Olof Nordgren tillsammans med Gundersen till Akkastugan för att få inblick i fallet. När de flög över Akkastugan, såg de Johansson sitta på bron med ett gevär i famnen. Gundersen och Nordgren tog med sig Johansson till Luspebryggan, varifrån han sedan fördes till sjukhus. Dagen därpå flög Gundersen upp en polispatrull från Jokkmokk till Akkastugan, som kom att bli högkvarter för spaningarna. Polispatrullen bestod av Nordgren, överkonstapel Torsten Gustafsson samt polismännen Rolf Mörtberg och Thure Larsson. Gustafsson hade i sin ungdom varit skidåkare och deltagit i de olympiska spelen i längdskidor. Efter några dagar, anslöt sig två norrmän till den jagande polisstyrkan i Suorva.
Den 24 februari fann polisen förövarens lägerplats samt dennes pulka, vilken innehöll fjällutrustning och vapen. Polisen fann även ett skidspår från platsen, vilket de följde. Efter att ha jagat mannen på skidor, insåg de att han gjort en kringgående sväng och därmed återvänt till lägerplatsen och hämtat sin pulka. Eftersom det började skymma, tvingades poliserna återvända till Akkastugan för att fortsätta jakten följande dag. För att spara tid, lät Gundersen polismännen tolka efter flygplanet på skidor, men under detta moment gick ett stag sönder och Gundersen var tvungen att återvända till samhället för att reparera flygplanet. Efter reparationen återvände Gundersen till Akkastugan och spaningarna fortsatte.

### Morden vid Råtjajaure
Den 26 februari fann poliserna ett tält och ett flygplan på den frusna sjön Råtjajaure. Flygplanet var betäckt av skotthål och tillhörde norska försvaret och hade använts i spaningarna efter Hansen. Planets besättning, fänrik Harald Wedel Nilssen och kapten Björn Horsberg, hade kommit i gräl med varandra och slutligen hamnat i eldstrid med desperadon. Nilssen hade skjutits ihjäl intill planet och Horsberg hade flytt upp mot några klippblock, där snön bildat en grotta. Hansen hittade grottan och "lovade fri lejd till flygplanet". Horsberg hade ett skott kvar i sin pistol och avlossade det mot mördaren, men bommade. Hansen sköt därefter Horsberg i huvudet intill klipporna. Hansen tog vara på flygarnas ytterkläder innan han drog ned kropparna i en isvak. Efter morden fortsatte Hansen sin skidåkning mot Ritsemokk och Sitasjaure.
Dagen efter fynden vid Råtjajaure bestämde Nordgren att Gundersen och Mörtberg skulle ut med flygplanet och spana. Gundersen flög tillbaka till Råtjajaure, där han dagen innan sett förövarens läger. När planet flög över den gamla lägerplatsen, såg Gundersen och Mörtberg att mannens tält var borta, men de kunde följa hans skidspår bort mot Seukokjaure. Efter att ha flugit ett tag, såg Gundersen mannen skida fram genom terrängen. Gundersen sänkte planet och när de flög 15-20 meter över mannen, såg Gundersen att mannen hade ett vapen överst på pulkan. I den här situationen, avlossade Mörtberg varningsskott med sin automatpistol runt omkring den skidande mannen, som inte alls reagerade. Efter detta flög Gundersen tillbaka till Akkastugan och hämtade Gustafsson, vilket Nordgren hade bestämt. Därefter flög Gundersen tillbaka mot Seukokjaure, där polismännen åter iakttog den skidande mannen, men denna gång beslöt sig Gundersen för att flyga högt och gjorde en sväng mot fjällets baksida och landade på en liten sjö i den riktning mannen rörde sig.

### Fjälldesperadon grips
Polismännen satte på sig sina skidor och åkte för att genskjuta mördaren. Polismännen såg hur mördaren kom skidande mot dem innan han plötsligt försvann. Efter att ha åkt fram närmare trehundra meter, såg poliserna mannen komma skidande upp på fjälltoppen, vilken de nyss lämnat. Gundersen öppnade eld mot förövaren, som kastade sig ned bakom en sten. Mördaren sköt sedan tillbaka mot Gundersen och även mot polisen som i sin tur besvarade gevärselden. Därmed inleddes en skottlossning mellan dem. Polismännen låg inte i samlad trupp, utan Torsten Gustafsson låg närmare förövaren än de andra. Gustafsson började prata med mannen och konversationen ledde till att förövaren gav upp. Han ställde sig upp med händerna på huvudet och poliserna kunde därefter gripa honom.
I samband med att Torbjørn Hansen, som det visade sig att förövaren hette, gav sig, såg poliserna att han hade träffats av en kula i benet. Medan Gustafsson förband hans ben, började Hansen tala med Gundersen. När Hansen fick veta att den han talade med hette Gundersen, visade det sig att de hade träffats ett år tidigare i en igloo i de norska fjällen, då Gundersen deltog i sökandet efter tre försvunna lärarinnor. Hansen togs av poliserna till Akkastugan, där en norsk läkare såg över hans skottskada. Därefter flögs Hansen i Gundersens plan till Luspebryggan, där Carl-Erik Pehrson, en journalist från NSD, väntade. Pehrson fotograferade Nordgren och Gustafsson, då de höll upp den skadade Torbjørn Hansen. Hansen fördes därefter till sjukhuset i Gällivare och sedan vidare till Boden. När Hansen lämnade Akkastugan för att av polisen föras till Gällivare, hade han vistats i fjällvärlden 227 dygn i sträck.

## Efterspel
För sina insatser belönades polismännen och Arne Gundersen med Dagens Nyheters guldmedalj. Gundersen tilldelades "Polisbragd 1951, civilpriset". Som ett minne från mördarjakten fick Gundersen ett gevär, på vilket en silverplåt satt med texten: "Kungl. Maj:ts belöning till Kapten Arne Gundersen för rådlighet i fjällräddningstjänst 1951".
Torbjørn Hansen häktades den 7 mars 1951 av Gällivare häradsrätt, och efter att ha suttit häktad i Luleå fördes Hansen till Stockholm för vidare sinnesutredning. Den 18 juni straffriförklarades han och lades in på mentalsjukhus, då han led av paranoid schizofreni. Om Hansen friskförklarats hade han dömts till livstids fängelse för mord, mordförsök och mordbrand. Hansen var en tid intagen på Reitgjerdet sykehus i Trondheim varefter han frisläpptes, men anmäldes 1972 sedan han med pistol hotat människor i Nordmarka i Oslo. Ännu 2001 var Hansen intagen på ett mentalsjukhus i Oslo.
Under sina irrfärder på fjället skrev Hansen flera dagboksanteckningar i vilka han använde sitt intresse för lyrik. Han hade ett stort intresse för litteratur och blev sedermera under sitt straffavtjänande bibliotekarie. Dessa dagboksanteckningar, vilka bestod av över hundra sidor, vittnade om Hansens likgiltighet gentemot de brott han begick i fjällvärlden. I anteckningarna menade Hansen att han sköt de norska flygarna i självförsvar, då dessa var på jakt efter honom. Bland annat skrev han följande angående morden på flygarna:
 "Klart jag skulle skjuta och sköt ett skott mot den där vid tältet, men han sköt tillbaka. Jag sköt ännu ett skott efter pistolskytten och hörde kulan slå in i flygplanet. Båda männen flydde mot älven. Jag såg de båda som billiga offer när jag fann dem mellan stenblocken. Jag öppnade eld och fick ett pistolskott till svar. Jag fick höra att mannen från Vaisaluokta bara var sårad och att en patrull var på väg från två håll. Han tittade fram bakom stenen och min kula plöjde upp hans tinning. Den andra fick jag söka länge och när jag var på väg att krypa in i en liten grotta så blev jag nästan skjuten från en meters håll. När jag lovade honom fri lejd till flygplanet om han kastade pistolen, fick jag ut honom och åt honom där. Jag tog pistolen, av den andre tog jag skinnstövlarna, skinnjackan och skinnbyxorna. Sen fick han ett till skott i huvudet innan han gick ner i älven och försvann under isen." (Utdrag ur Hansens dagbok). 
Hansens egen förklaring till sina brott var att han jagats ut på fjället av de norska myndigheterna och av olika "demoner", vilka han såg genom sina hallucinationer, som under lång tid besvärat honom. Änkan till fänrik Nilssen stämde det norska försvarsdepartementet för att ha orsakat makens död, då hon menade att Nilssen inte känt till riskerna i uppdraget att finna mördaren. Hennes advokat i målet var den rikskände Knut Blom, som krävde att änkan skulle erhålla ett skadestånd på 50 000 norska kronor. Försvarsdepartementet menade att de båda norska flygarna varit införstådda i uppdraget och agerat oförsiktigt. Målet behandlades i hovrätten 1959 och 1960, och i april 1960 föll domen, som klargjorde att kapten Björn Horsbergs misstag föranledde Nilssens död. Änkan tilldömdes 20 000 norska kronor i skadestånd.

## I populärkulturen
I mars 2000 visade SVT1 dokumentären Fjälldesperadon, i vilken två polismän som deltog i jakten medverkar.
Den planerade långfilmen Hjältarna från Sarek, som började spelas in 2001, baserades på Fjälldesperadons härjningar i Lapplandsfjällen. Filmen började spelas in i Stora sjöfallet och tanken var att det skulle bli den största filmsatsningen i Norrbotten genom tiderna. Bakom filmen (som skulle göras för Sonet Film) var producenten Joakim Hansson, författarna Jerk Schuitema och Bertil Warg samt regissören Anders Nilsson. Projektet lades helt ner, kort efter att inspelningarna påbörjats.
2012 gav författaren Jerk Schuitema ut romanen Fjälldesperadon, som bygger på den verkliga historien.